# Elles et moi

Elles et moi est un téléfilm franco-espagnol en deux parties de Bernard Stora diffusé en 2009.

## Synopsis
Janvier 1939. La chute de Barcelone consacre la défaite des républicains espagnols. Cinq cent mille d'entre eux choisissent l'exil. Arrivés en France, les hommes sont désarmés puis internés dans des camps. Quant aux familles, l'administration les répartit dans des centres improvisés dont plusieurs en Ardèche. Elles et moi choisit de suivre le destin de la famille Esteva durant ces mois terribles et les cinq années de guerre qui vont suivre.
Tandis que Lluis refuse d'accepter la défaite et rêve de reconquête, Pilar cherche avant tout à survivre et à élever ses enfants Isabel et Igniacio. Elle sait que ce pays nouveau sera le sien pour longtemps et malgré les difficultés, elle tente de s'intégrer. Soixante ans plus tard, Isabel Esteva, devenue une créatrice de mode mondialement célèbre, évoque cette époque troublée…

## Fiche technique
- Réalisation : Bernard Stora
- Scénario : Bernard Stora et Lény Bernard
- Dialogues : Bernard Stora
- Décors : Jean-Pierre Bazerolle
  - Direction artistique du défilé : Julien Fournié
  - Conception du Jardin d'Eden : Pierre-Emmanuel Chatiliez
- Costumes : Ève-Marie Arnault
- Maquillages : Michelle Constantinides
- Coiffures : Catherine Gomez-Fernandez
- Photographie : Gérard de Battista
- Son : Henri Morelle
- Montage : Julien Leloup
- Musique : Vincent Stora
- Sociétés de production : Studio International, ICC, SFP, BE Films, RTBF (télévision belge) - TV3 (Catalogne)
- Pays :  France  Chomerac en Ardèche/  Espagne
- Langue : français, espagnol
- Format : couleur - Numérique - 16/9 - son 5.1
- Genre : Drame
- Durée  : 119 min (1re partie), 103 min (2e partie)
- Dates de premières diffusion :
  - France : 9 juin et mercredi 10 juin 2009 (France 2)
  - Espagne : 11 octobre 2008 (TV3)

## Distribution
- Ariadna Gil : Pilar Esteva
- Àstrid Bergès-Frisbey : Isabel Esteva
- Danielle Darrieux : Isabel Esteva à 80 ans
- Àlex Brendemühl : Lluís Esteva
- Corentin Daumas : Ignacio Esteva
- Montserrat Carulla : Esperanza
- Julie Depardieu : Alice Brunetti
- Jean-Pierre Marielle : Émile de Montellier
- Sam Mounier : Émile
- Julie Gayet : Florence de Montellier
- Scali Delpeyrat : Armand Bonel
- Isabelle Sadoyan : Mme Bonel
- Luis Rego : Jo Morales
- Arnaud Denis : Patrice Brunetti
- Martine Chevallier : Blanche de Montellier
- Serge Riaboukine : l'adjudant Rouquette
- Guillaume Gallienne : Robert
- Gérard Lartigau : Jeannot, le patron de la boutique Chic et Mode
- Nicolas Vaude : Henri de Montellier
- Lola Naymark : Josette
- Luc Palun : Paul Brunetti
- Roger Souza : Manuel
- Isabelle Tanakil : Lucette Chamberlain
- Hans Pape : Werner von Kraut
- Laurent Charpentier : Gaby
- Xavier Capdet : Juan
- Dominique Frot : la mère supérieure
- Sylvie Herbert : la sœur Minute Papillonne
- Jean-Michel Molé : le prêtre
- Chantal Banlier : la sœur ouvroir
- Pablo de la Torre : Ignacio adolescent
- Jean-Paul Moncorgé : Toni
- Bernard Blancan : Rafael
- Florence de Monza : la journaliste télé
- Casey Heagerty : l'Anglais roux
- Anouchka Vézian :  la jeune femme de la gare du Pouzin

## Production

### Tournage
Le tournage a eu lieu du 28 mai au 31 juillet 2007 et du 6 au 11 août 2007 en Ardèche, en Catalogne, à Marseille, à Paris et en région parisienne, ainsi qu'aux studios de la SFP à Bry-sur-Marne.

### Musique
Outre la musique originale composée par Vincent Stora, on peut entendre au cours du film un certain nombre de chansons et thèmes, parmi lesquels :
- Volvio una Noche (1935), paroles d’Alfredo Le Pera, musique de Carlos Gardel, interprété par Carlos Gardel
- J’ai rêvé d’une fleur, extrait de l’opérette Au pays du soleil (1932), paroles de René Sarvil, musique de Vincent Scotto, interprété par Tino Rossi
- Trois jours d’amour (1935), paroles de Jean Nohain, musique de Michel Eisemann,  interprété par Danielle Darrieux
- Anda, Jaleo, chanson populaire espagnole, paroles de Federico Garcia Lorca, interprété par Christina Rosmini (chant), Sandro Zerafa (guitare)
- El paso del Ebro (parfois appelé El Ejército del Ebro ou ¡Ay, Carmela!), chant anarchiste de la Révolution espagnole, composé à l'origine en 1808 contre l'envahisseur français pendant la Guerre d'indépendance espagnole et réactualisé par les soldats républicains pendant la guerre civile
- Ignace du film Ignace (1937), paroles de Jean Manse, musique de Roger Dumas
- Je suis swing (1938), paroles d’André Hornez, musique de Johnny Hess
- Dédé de Montmartre du film Dédé la musique (1942), paroles de Gaston Montho[1], musique de Roger Dumas
- Le Dénicheur (1912), paroles d’Émile Gibert et Léon Agel, musique de Léo Daniderff[2]
- Comme de bien entendu du film Circonstances atténuantes (1939), paroles de Jean Boyer, musique de Georges Van Parys
- La Main dans la main, paroles et musique de William Lemit
- Le Temps des cerises (1868), paroles de Jean-Baptiste Clément, musique d’Antoine Renard), interprété au piano par Gérard Jouannest